# کنتا تاناکا
کنتا تاناکا (انگلیسی: Kenta Tanaka؛ زادهٔ ۴ مهٔ ۱۹۸۸) بازیکن هاکی روی چمن اهل ژاپن است.